# Johann Friedrich von Sachsen-Weimar

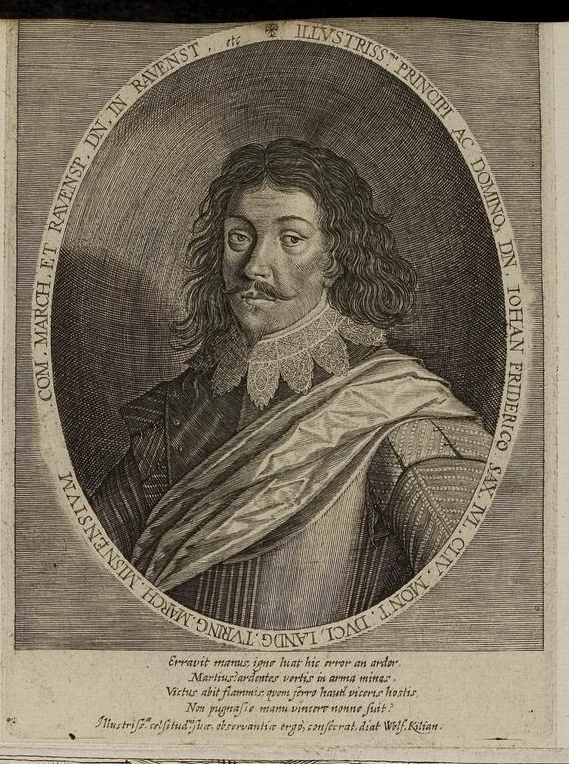
Johann Friedrich von Sachsen-Weimar

Johann Friedrich von Sachsen-Weimar (* 19. September 1600 in Altenburg; † 17. Oktober 1628 in Weimar) war Herzog von Sachsen-Weimar.

## Leben
Herzog Johann Friedrich ist der Sohn von Herzog Johann von Sachsen-Weimar und dessen Ehefrau Dorothea Maria von Anhalt. Die Herzöge Johann Ernst d. J. von Sachsen-Weimar, Friedrich von Sachsen-Weimar, Wilhelm IV. von Sachsen-Weimar, Albrecht von Sachsen-Eisenach, Ernst I. von Sachsen-Gotha und Bernhard von Sachsen-Weimar sind seine Brüder.
Herzog Johann Friedrich genoss eine umfassende Ausbildung durch Hofmarschall Kaspar von Teutleben und Hofrat Friedrich Hortleder. Ohne seinen Brüdern an die Universität zu folgen, begleitete Herzog Johann Friedrich 1619 seinen Bruder Albrecht von Sachsen-Eisenach auf dessen Cavalierstour durch Frankreich und die Schweiz. Begleitet wurden die beiden durch den Hofmeister Hans Bernd von Botzheim und den Hofrat Tobias Adami.
Gleich seinem Bruder Herzog Albrecht wurde auch Herzog Johann Friedrich vor Beginn der Cavalierstour durch Fürst Ludwig I. von Anhalt-Köthen in die Fruchtbringende Gesellschaft aufgenommen. Der Fürst verlieh Herzog Johann Friedrich den Gesellschaftsnamen der Entzündete und die Devise verderbet und erhält. Als Emblem wurden ihm die Stoppeln aufm Felde angezündet, halb abgebrannt. Im Köthener Gesellschaftsbuch findet sich Herzog Johann Friedrichs Eintrag unter der Nr. 18. Dort ist auch das Reimgesetz verzeichnet, mit dem sich Herzog Johann Friedrich für die Aufnahme bedankt:
Wann ein rechtschaffen Hertz in Tugendt ist entzündet
All jhre Schwestern trew in eins zusammen bindet.
1622 kämpfte Herzog Johann Friedrich zusammen mit seinem Bruder Bernhard auf badischer Seite in Wimpfen (→ Schlacht bei Wimpfen). Drei Jahre später, mit 25 Jahren, avancierte er bei seinem Bruder Johann Ernst d. J. zum Obristen. Aus politischen Gründen eskalierte noch im selben Jahr ein Streit unter den Brüdern. Dieser Machtkampf endete mit der Arrestierung Herzog Johann Friedrichs.
Im April 1627 wurde Herzog Johann Friedrich, möglicherweise beim Versuch, sich Graf Tilly und dessen ligistischem Heer anzuschließen, gefangen genommen. Er hatte sich allein in die Umgebung des von Tilly belagerten Northeim im Fürstentum Braunschweig-Wolfenbüttel begeben. Mit einem Degen, zwei Pistolen, einem Stilett sowie einem Beutel mit mehreren hundert Reichsthalern ausgerüstet, wurde er am 25. April 1627 in Holtensen aufgegriffen, als er sein Pferd gerade auf einem Grabenrand weiden ließ. Da seine Pistole versagte, konnte der Herzog gefangen genommen werden. Er sagte aus, von Wolfenbüttel kommend nach Northeim reisen zu wollen. Man führte ihm dem Oberstleutnant des Regiments Herberstorff vor, wobei Johann Friedrich einen Leutnant verwundet haben soll. Danach setzte man ihn auf der Erichsburg fest und übergab ihn später an seine herzoglichen Brüder.
In der Erklärung der Achtbrüdertaler von Sachsen-Weimar schrieb Johann David Köhler in seiner „Historischen Münz-Belustigung“ (1737), dass Johann Friedrich „dergestalt aus der Art geschlagen“ sei, dass er auch wegen seines „unfürstl. Verhaltens, in der Verhafft zu Weimar A. 1628 einen bösen jähen Tod“ gehabt haben soll.
Herzog Johann Friedrich war zeit seines Lebens sehr an Alchimie interessiert. Am 16. Oktober 1628 gestand er im Kerker einen Pakt mit dem Teufel. Am 17. Oktober, einen Tag nach diesem schriftlichen Geständnis, fand man Herzog Johann Friedrich tot in seiner Zelle. Die Spekulationen reichten von Suizid bis Auftragsmord; nach dem derzeitigen Stand der Forschung kann weder das eine noch das andere schlüssig bewiesen werden. Ein Hexenprozessverfahren ist nicht eröffnet worden.